# العنكبوت (فلم)
عنكبوت (بالإنجليزية: Spider) فيلم تشويق نفسي أُنتج في 2002. أخرجه الكندي ديفد كروننبرغ، وبُني على رواية بنفس الاسم كتبها باتريك مكغراث الذي كتب أيضاً سيناريو الفيلم. قام ببطولته رالف فاينس، وميراندا ريتشاردسون.
عُرض الفيلم لأول مرة في مهرجان كان السينمائي عام 2002، وحصل على بعض الضجيج الإعلامي. رغم ذلك، عُرض الفيلم في عدد قليل من دور العرض بنهاية السنة، ووزعته شركة سوني بيكتشرز كلاسيكس. على ذلك، حصل الفيلم على مديح النقاد، خصوصاً أولئك المتحمسين لأعمال كروننبرغ. حصل الفيلم على جائزة أفضل مخرج في جوائز جيني الكندية.
خلال جلسة أسئلة وأجوبة حضرها كروننبرغ في سلسلة محاضرات كوداك في مايو 2005، قال كروننبرغ أنه لم يستلم أي نوع من الأجر خلال تصوير الفيلم، وكذلك لم يفعل فاينز أو ريتشاردسون أو المنتجون، حيث اختاروا جميعاً أن يوفروا أجورهم لتمويل المشروع الذي كان يُعاني من مشكلة في التمويل.

## القصة
يستكشف فيلم العنكبوت عقلاً شيزوفرينيا، ويُروى عن طريق عيني طفل قتل أبوه أمه واستبدلها بعشيقته. وبالتدريج، يُكشف أن الذاكرة والواقع قد يكونان مرنين ومراوغين، وأن الأحداث والمفاهيم قد لا تكون في الحقيقة كما ظهرت عليه في البداية.

## وصلات خارجية
- الموقع الرسمي للفيلم
- مقالات تستعمل روابط فنية بلا صلة مع ويكي بيانات